# Aeropuerto Nacional Ronald Reagan de Washington (Metro de Washington)
Aeropuerto Nacional Ronald Reagan de Washington es una estación elevada en la línea Amarilla y la línea Azul del Metro de Washington, administrada por la Autoridad de Tránsito del Área Metropolitana de Washington. La estación se encuentra localizada entre Smith Boulevard desde las terminales B y C de; Aeropuerto Nacional Ronald Reagan de Washington (DCA) en Arlington en Virginia; el aeropuerto ofrece autobuses expresos para transportar a los pasajeros a la Terminal A. Es una de las dos estaciones del sistema en tener tres vías (la otra es la West Falls Church-VT/UVA).

## Conexiones
- WMATA Metrobus